# Sclerotinia sulcata
Sclerotinia sulcata är en svampart som först beskrevs av Roberge ex Desm., och fick sitt nu gällande namn av Whetzel 1945. Sclerotinia sulcata ingår i släktet Sclerotinia och familjen Sclerotiniaceae.   Inga underarter finns listade i Catalogue of Life.